# Сайтама 2002
Стадион «Сайтама 2002» (яп. 埼玉スタジアム2002 Сайтама Сутадзиаму Нимарумаруни) — футбольный стадион, расположенный в городе Сайтама, Япония. Является домашней ареной клуба Джей-лиги Урава Ред Даймондс. Вмещает 63 700 зрителей, являясь одним из крупнейших футбольных стадионов в Азии. Стадион был открыт в 2001 году специально к чемпионату мира 2002 года.

## Чемпионат мира 2002
Стадион «Сайтама 2002» принял четыре матча чемпионата мира по футболу 2002 года, включая первый матч сборной Японии.
Групповой раунд:
- 2 июня: Англия 1 — 1 Швеция
- 4 июня: Япония 2 — 2 Бельгия
- 6 июня: Камерун 1 — 0 Саудовская Аравия

Полуфинал:
- 26 июня: Бразилия 1 — 0 Турция